# Sant Julià de Lòria
Sant Julià de Lòria – jest jedną z 7 parafii w Andorze położoną na południu kraju. Graniczy z parafiami: La Massana, Andora, Escaldes-Engordany oraz z Hiszpanią.

## Demografia
Liczba ludności w poszczególnych latach: